# District d'Amritsar
Le district d'Amritsar est un des 22 districts de l'état indien du Pendjab.

## Géographie
Le district a une population de 2 490 656 habitants pour une superficie de 2 683 km2.